# Laskár
Laskár és un poble i municipi d'Eslovàquia que es troba a la regió de Žilina, al centre-nord del país. El 2017 tenia 136 habitants.

## Demografia
| Godina             | 1994 | 2004    | 2014    | 2024  |
| ------------------ | ---- | ------- | ------- | ----- |
| Nombre de persones | 90   | 104     | 125     | 133   |
| Diferència         |      | +15,55% | +20,19% | +6,4% |

| Godina             | 2023 | 2024   |
| ------------------ | ---- | ------ |
| Nombre de persones | 131  | 133    |
| Diferència         |      | +1,52% |